# Lavoro carcerario
Il lavoro carcerario è uno degli strumenti fondamentali per la risocializzazione del recluso e dell'internato. Per questo a esso è stata sempre prestata particolare attenzione da parte del legislatore.

Il lavoro carcerario svolge una funzione normalizzatrice e correttiva, poiché:
- sottrae i detenuti alle conseguenze negative dell'ozio
- favorisce il loro trattamento rieducativo
- offre loro la possibilità di ricavare un guadagno, col quale soddisfare le loro necessità[1] e sussidiare la famiglia.

## La nascita della norma
Prima dell'entrata in vigore della Costituzione italiana, il lavoro per i detenuti, nell'ambito del regime penitenziario, veniva considerato in funzione strettamente punitiva. Infatti il R.D. 18/06/1931 n. 787 configurava il lavoro come una parte integrante della pena. I condannati, considerati privi di qualsiasi capacità di agire, avevano l'obbligo di lavorare nelle varie attività produttive organizzate negli Istituti carcerari: non vi era alcuna proporzione tra la quantità e qualità del lavoro prestato rispetto alla retribuzione, non avevano diritto a nessuna tutela assicurativa e previdenziale.
Nei principi dettati dalla Carta Costituzionale, entrata in vigore il 1º gennaio 1948, si concretizza una evoluzione del concetto di sanzione penale: la pena detentiva, oltre a rappresentare un provvedimento repressivo, afflittivo, proporzionato alla gravità del reato inflitto al soggetto dotato di capacità di intendere e di volere, deve tendere alla rieducazione del condannato (art. 27, terzo comma). Il lavoro è inteso come strumento rieducativo e non punitivo, e al lavoratore sono quindi assicurate diritti e tutele minime (per cui non si tratta di lavori forzati).
Alla luce di tale principio, l'attività lavorativa del condannato negli istituti penitenziari ha sempre di più assunto una connotazione di strumento diretto a stimolare un positivo cambiamento nella vita di quest'ultimo. In questo senso si esprime l'art. 15 del vigente ordinamento penitenziario, che individua il lavoro come uno degli elementi del trattamento rieducativo stabilendo che, salvo casi di impossibilità, ai condannati è assicurato il lavoro.
Esso, sottolinea l'art. 20 secondo comma, non ha carattere afflittivo, quindi non rappresenta un inasprimento della pena. È prevista una remunerazione in base alla quantità e alla qualità di lavoro prestato, in misura non inferiore ai 2/3 del trattamento economico previsto dai CCNL; sono riconosciute, inoltre, le medesime garanzie assicurative, contributive e previdenziali di quelle previste in un rapporto di lavoro subordinato.

## Caratteri del lavoro carcerario
In dottrina si è usi definire tre caratteri del lavoro carcerario: la sua obbligatorietà, la sua finalità rieducativa e la sua funzione di protezione sociale. Tuttavia, nella situazione attuali delle carceri italiane, il lavoro per i carcerati (sia all'interno che all'esterno delle prigioni) è un raro privilegio, nonostante particolari agevolazioni (legge "Smuraglia") concesse a ditte esterne per l'organizzazione di attività lavorative all'interno delle carceri od anche al loro esterno (per i detenuti autorizzati al lavoro all'esterno).

### Obbligatorietà
Negli istituti penitenziari deve essere favorita la destinazione dei detenuti e degli internati al lavoro e alla loro partecipazione a corsi di formazione professionale. In questo senso, possono essere stipulati rapporti con aziende pubbliche o con aziende private convenzionate con l'ente Regione, al fine di istituire all'interno degli istituti lavorazioni organizzate o corsi di formazione professionale (obbligo peraltro largamente disatteso dall'amministrazione penitenziaria).

### Finalità rieducativa
Il lavoro carcerario non deve essere considerato come un trattamento punitivo, ma come una forma di organizzazione necessaria della vita della comunità carceraria. In questo senso, l'assegnazione al lavoro carcerario avviene sulla base di due apposite graduatorie, una generica e l'altra per qualifica o mestiere.
Tuttavia nella situazione attuale delle carceri italiane si vedono come privilegiati i pochissimi detenuti che riescono ad accedere a un lavoro e i pochi che possono frequentare corsi di formazione.

### Protezione sociale
In applicazione del principio di protezione sociale, l'orario di lavoro giornaliero e il riposo festivo sono disciplinati dalle leggi vigenti in materia di lavoro. Il lavoratore detenuto o internato è coperto da garanzia assicurativa e gode di congrua tutela previdenziale.

## La mercede
Il lavoro carcerario è retribuito con una mercede, proporzionale alla quantità e alla qualità del lavoro prestato. Tale somma non può, in ogni caso, essere inferiore ai due terzi del trattamento economico previsto dai contratti collettivi di lavoro per attività similare.

L'ammontare della mercede è stabilita da una commissione composta dal Capo Dipartimento dell'Amministrazione Penitenziaria, dal Direttore dell'Ufficio del lavoro dei detenuti e degli internati della Direzione generale per gli Istituti di prevenzione e pena, da un Ispettore generale, da un rappresentante del Ministero del Tesoro, da un rappresentante del Ministero del lavoro e da un delegato per ciascuna delle più rappresentative organizzazioni sindacali.
Alla mercede viene detratta, solo per i detenuti con posizione giuridica di condannato definitivo, una somma corrispondente al rimborso per le spese che lo Stato sostiene per mantenere il detenuto in carcere, detta quota di mantenimento (Art.145 del Codice Penale). Ai sensi dell'articolo 2 dell'Ordinamento Penitenziario, tale quota non può essere superiore ai 2/3 del costo reale e concerne unicamente gli alimenti e il corredo. A oggi, il costo effettivo per gli alimenti e il corredo risulta essere di 5,44€ e la relativa quota di mantenimento da porre a carico del detenuto, pari ai 2/3 del costo reale, risulta essere di 3,62€. Al mese, quindi, si tratta di una somma equivalente a 108,60€ a persona.

## Il peculio
La mercede, assieme al denaro posseduto dal detenuto all'atto dell'incarcerazione e a quello eventualmente ricevuto da terzi, costituisce il peculio.

Esso si distingue (per i detenuti con condanna definitiva):
- in un fondo vincolato, pari a un quinto della remunerazione, che il detenuto non può utilizzare se non in parte e per particolari motivi, previa autorizzazione del Direttore, essendo il fondo vincolato al pagamento di sanzioni e ammende, nonché a consegnare una piccola somma al detenuto al momento della scarcerazione per le spese di viaggio e di prima necessità;
- in un fondo disponibile, pari alla restante quota, cui il detenuto può far ricorso nel rispetto delle modalità e dei limiti imposti dal regolamento per l'acquisto di generi di conforto, per l'igiene e alimentari entro la lista di quelli ammessi (e con un massimo di spesa mensile pari a un terzo di 1.032 euro). Il fondo disponibile non può eccedere la somma di due milioni di lire (oggi 1.032 euro) e l'eccedenza viene versata ai familiari o ad altri soggetti indicati dal detenuto (vittime del reato, difensori, ecc.); per i detenuti in attesa di giudizio tutte le somme del peculio sono interamente disponibili.

L'eventuale eccedenza non versata a terzi rispetto alla somma di 1.032 euro viene depositata presso la Cassa Depositi e Prestiti.

## Il lavoro all'esterno
Per "lavoro all'esterno" s'intende la prestazione di attività a favore di imprese, pubbliche o private, al di fuori delle mura dell'istituto carcerario.

### Introduzione
Il lavoro all'esterno deve garantire l'attuazione positiva degli scopi previsti per il lavoro carcerario. I detenuti ammessi al lavoro all'esterno vi si recano senza scorta, a meno che particolari ragioni di sicurezza non facciano disporre diversamente. La sicurezza cui fa riferimento la norma dell'ordinamento penitenziario è quella della persona ammessa al lavoro esterno, poiché non avrebbe senso autorizzare soggetti ritenuti pericolosi o comunque non affidabili.

Il contratto di lavoro è stipulato direttamente tra il detenuto e l'impresa esterna, che può essere sia pubblica che privata.

### Ammissione al beneficio
Possono essere ammessi al beneficio del lavoro all'esterno tutti i detenuti e gli internati. La legge prevede però un regime differenziato per i condannati per i reati più gravi. Segnatamente:
- i detenuti e gli internati per particolari delitti (quali quelli previsti dagli artt. 416-bis e 630 del Codice Penale, dall'art. 74 del Decreto Presidente della Repubblica n. 309/90, ...) possono essere ammessi al lavoro all'esterno solo se collaborano con la giustizia;
- i detenuti e gli internati per particolari delitti (quali quelli commessi per finalità di terrorismo) possono essere ammessi al lavoro all'esterno solo se si possa oggettivamente escludere la permanenza di collegamenti con la criminalità organizzata o eversiva;
- i detenuti per uno dei delitti indicati nell'art. 4-bis della Legge n. 354/75 (reato associativo di tipo mafioso ovvero all'ingresso in Italia di stranieri, sequestro di persona a scopo di rapina o di estorsione, stupro, estorsione, rapina con modalità mafiose, ecc) possono essere ammessi al lavoro all'esterno solo se hanno espiato almeno un terzo della pena ovvero, se condannati all'ergastolo, se hanno espiato almeno dieci anni di detenzione.

Il provvedimento di ammissione al lavoro all'esterno è firmato dal direttore dell'istituto e sottoposto all'approvazione del Magistrato di sorveglianza, se trattasi di detenuto o internato, o del giudice procedente, se trattasi di imputato. Tale approvazione è concessa entro trenta giorni (teorici), nel corso dei quali il magistrato raccoglie informazioni in merito presso il Comitato provinciale per l'ordine e la sicurezza pubblica competente per territorio.

### Cause di esclusione
In ogni caso, non possono essere ammessi al beneficio del lavoro all'esterno i detenuti e gli internati per uno dei delitti indicati nell'art. 4-bis della Legge n. 354/75 (reato associativo di tipo mafioso, sequestro di persona a scopo di rapina o di estorsione, associazione finalizzata a favorire l'immigrazione clandestina, rapina con modalità mafiose, estorsione, ecc.):
- se si rendono responsabili anche del reato di evasione; in questo caso il soggetto è escluso dal beneficio per i tre anni successivi;
- se si rendono responsabili di un delitto doloso punito con la reclusione non inferiore nel massimo a tre anni durante il lavoro esterno; in questo caso il soggetto è escluso dal beneficio per i cinque anni successivi.

## Situazione nel resto del mondo
Il lavoro carcerario è una prassi diffusa in tutti i paesi del mondo civile. In generale tutti i carcerati delle nazioni considerate civilizzate possono accedere al lavoro e in alcuni paesi ne hanno l'obbligo, come ad esempio negli Stati Uniti d'America, ove si arriva ad appaltare la gestione di alcuni carceri a privati allo scopo di sfruttare a costi ridotti il lavoro dei detenuti ivi rinchiusi. Triste fama hanno avuto i campi di lavoro coatto nell'Unione Sovietica, descritti nel libro "Arcipelago GULAG" dal premio Nobel Aleksander Solgenitzin, popolati di molti prigionieri politici, ma erano usuali in passato (sino alla prima parte del XX secolo) anche nelle colonie di Francia e soprattutto Regno Unito. Oggi sono molto affollati in Cina, ma ne sono tuttora presenti in altri paesi del mondo.